# Kísértethajó (film)
A Kísértethajó (eredeti cím: Deep Rising) 1998-ban bemutatott amerikai horrorfilm, melyet Stephen Sommers írt és rendezett, Laurence Mark és Howard Ellis produceri segédletével. A film zenéjét Jerry Goldsmith szerezte. 
A főbb szerepekben Treat Williams, Famke Janssen, Anthony Heald, Cliff Curtis, Djimon Hounsou és Wes Studi látható.
A film forgalmazója a Hollywood Pictures és a Cinergi Pictures. 1998. január 30-án mutatták be a mozikban.
A Kísértethajó forgatása 1996. június 12-én kezdődött el és október 18-ig tartott.

## Cselekmény
Mikor egy csapat könyörtelen gépeltérítő tolvaj behatol az óriási Argonautica hajóba, megdöbbenten vélik felfedezni az utasok titokzatos eltűnését. De ez nem jelenti azt, hogy egyedül vannak. Valami félelmetes halálos erő tör fel az óceán felfedezetlen mélységeiből, amely egyenként ragadja el rémült áldozatait.

## Szereplők
| Szerep                | Színész           | Magyar hang       |
| --------------------- | ----------------- | ----------------- |
| John Finnegan         | Treat Williams    | Haás Vander Péter |
| Trillian St. James    | Famke Janssen     | Orosz Anna        |
| Joey "Tooch" Pantucci | Kevin J. O’Connor | Anger Zsolt       |
| Simon Canton          | Anthony Heald     | Orosz István      |
| Hanover               | Wes Studi         | Balázsi Gyula     |
| Atherton kapitány     | Derrick O’Connor  | Pálfai Péter      |
| Mulligan              | Jason Flemyng     | Takátsy Péter     |
| Mamooli               | Cliff Curtis      | Bozsó Péter       |
| Mason                 | Clifton Powell    | Galambos Péter    |
| T-Ray Jones           | Trevor Goddard    | Zágoni Zsolt      |
| Vivo                  | Djimon Hounsou    | Bognár Tamás      |

## Megjelenés
A Kísértethajó Magyarországon kizárólag VHS-en jelent meg az InterCom forgalmazásában, 1998-ban.

## Kritikai fogadtatás
A Rotten Tomatoes weboldalon a film 42%-os minősítést kapott.

## Háttér
Az Argonautica óceánjáró külsejét CGI megoldással hozták létre. Trillian St. James karakterét eredetileg Claire Forlani-nak szánták, de három nap múlva lecsúszott róla, a Sommers-szel való nézeteltérések miatt, majd így került Famke Janssen-hez a szerep.